# Wasserstraße 48 (Stralsund)

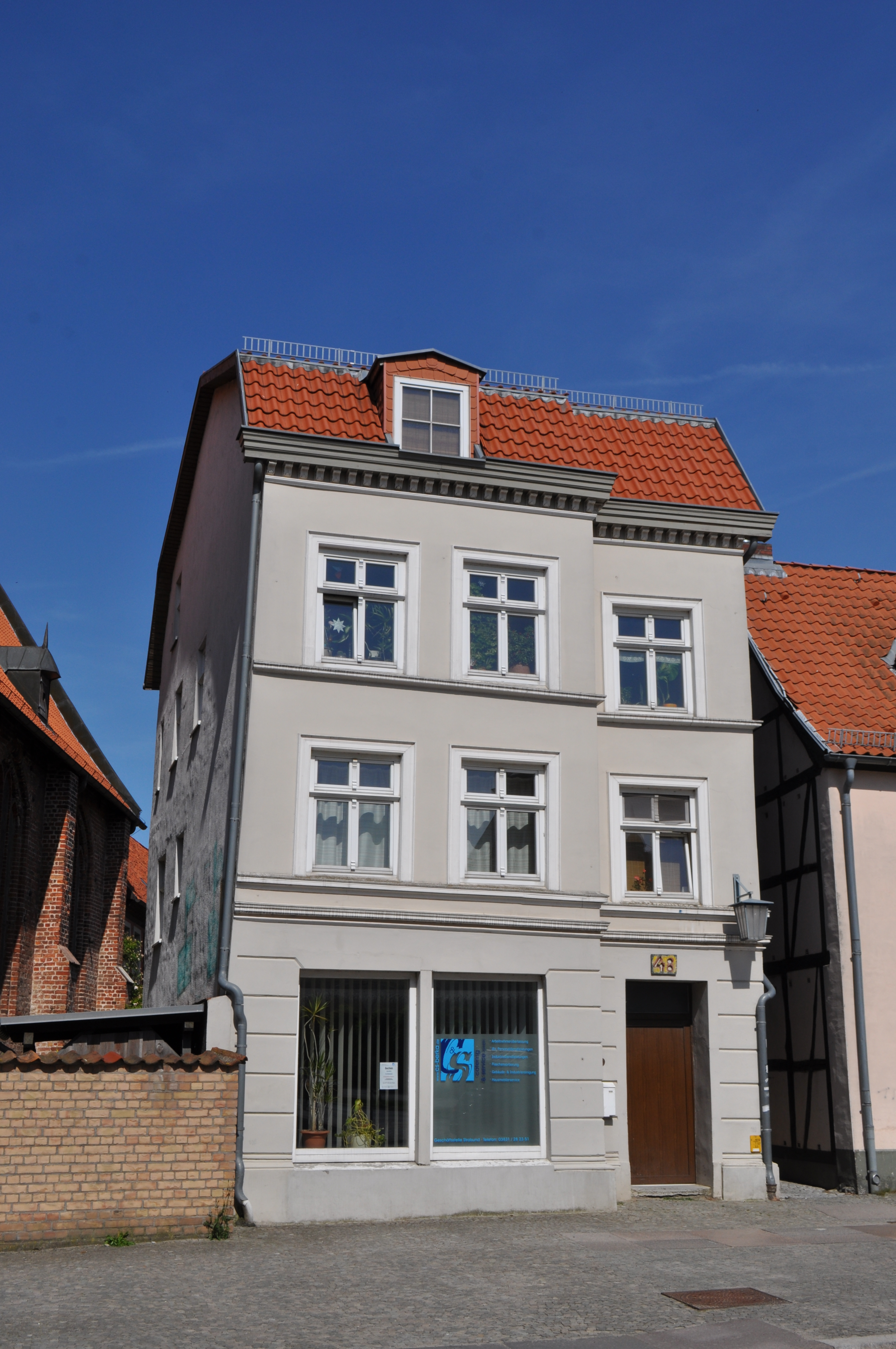
Das Haus Wasserstraße 48 in Stralsund (2013)

Das Gebäude mit der postalischen Adresse Wasserstraße 48 ist ein denkmalgeschütztes Bauwerk in der Wasserstraße in Stralsund.
Das Haus gehört zu einer kleinteiligen Reihe von sieben Gebäuden, die den Hof des Heilgeisthospitals nach Westen begrenzen. Wie die anderen sechs Häuser dieser Gebäudereihe stammt der Putzbau im Kern aus dem 18. Jahrhundert.
Der ursprünglich zweigeschossige Bau wurde in der Mitte des 19. Jahrhunderts um ein Geschoss erhöht, dabei wurde auch die Fassade neu gegliedert.
Das Haus liegt im Kerngebiet des von der UNESCO als Weltkulturerbe anerkannten Stadtgebietes des Kulturgutes „Historische Altstädte Stralsund und Wismar“. In die Liste der Baudenkmale in Stralsund ist es mit der Nummer 787 eingetragen.